# Harigentai
Harigentai (kinesiska: 哈日根台, 哈日根台苏木) är en socken i Kina. Den ligger i den autonoma regionen Inre Mongoliet, i den norra delen av landet, omkring 700 kilometer nordost om regionhuvudstaden Hohhot.
Genomsnittlig årsnederbörd är 571 millimeter. Den regnigaste månaden är juni, med i genomsnitt 161 mm nederbörd, och den torraste är januari, med 4 mm nederbörd.